# Ирак на Олимпийских играх
Ирак впервые принял участие в Олимпийских играх в 1948 году. Ирак не участвовал в Играх 1952 года и бойкотировал Игры 1956 года из-за Суэцкого кризиса. Страна участвовала в следующих четырёх играх, но в 1972 и 1976 годах бойкотировала Игры в связи с апартеидом в ЮАР. С 1980 года Ирак участвовал во всех летних Олимпийских играх, несмотря на войну в Ираке. Ирак ни разу не участвовал в зимних Олимпийских играх. 
Ирак на Олимпийских играх представляли 167 спортсменов, в том числе, 4 женщины. Наиболее представительной делегация страны была на Олимпийских играх в 1980 году, где она включала 43 человека. Иракские спортсмены участвовали в состязаниях по баскетболу, боксу, борьбе, велоспорту, гребле, дзюдо, лёгкой атлетике, настольному теннису, плаванию, стрельбе, тхэквондо, тяжёлой атлетике, футболу.
К настоящему времени только один иракский спортсмен выиграл олимпийскую медаль. Это был Абдул Вахид Азиз, завоевавший в 1960 году в Риме бронзовую медаль в тяжёлой атлетике. 
В 2004 году олимпийская сборная Ирака по футболу была близка к завоеванию медалей на Играх в Афинах. В группе иракцы обыграли португальцев (4:2) и костариканцев (2:0), а в 1/4 финала со счётом 1:0 победили австралийцев. Однако в полуфинале в Салониках сборная Ирака уступили Парагваю 1:3, а в матче за третье место — Италии (0:1).
Национальный олимпийский комитет Ирака был основан в 1948 году и признан Международным олимпийским комитетом в том же году.

## Список медалистов
| Медаль | Спортсмен        | Игры     | Вид спорта       | Дисциплина          |
| ------ | ---------------- | -------- | ---------------- | ------------------- |
| Бронза | Абдул Вахид Азиз | 1960 Рим | Тяжёлая атлетика | мужчины, до 67,5 кг |

## Таблица медалей

### Летние Олимпийские игры
| Игры                | Спортсменов         | Золото              | Серебро             | Бронза              | Всего               | Место               |
| ------------------- | ------------------- | ------------------- | ------------------- | ------------------- | ------------------- | ------------------- |
| 1948 Лондон         | 11                  | 0                   | 0                   | 0                   | 0                   | —                   |
| 1952 Хельсинки      | не принимал участие | не принимал участие | не принимал участие | не принимал участие | не принимал участие | не принимал участие |
| 1956 Мельбурн       | не принимал участие | не принимал участие | не принимал участие | не принимал участие | не принимал участие | не принимал участие |
| 1960 Рим            | 21                  | 0                   | 0                   | 1                   | 1                   | 41                  |
| 1964 Токио          | 13                  | 0                   | 0                   | 0                   | 0                   | —                   |
| 1968 Мехико         | 3                   | 0                   | 0                   | 0                   | 0                   | —                   |
| 1972 Мюнхен         | не принимал участие | не принимал участие | не принимал участие | не принимал участие | не принимал участие | не принимал участие |
| 1976 Монреаль       | не принимал участие | не принимал участие | не принимал участие | не принимал участие | не принимал участие | не принимал участие |
| 1980 Москва         | 45                  | 0                   | 0                   | 0                   | 0                   | —                   |
| 1984 Лос-Анджелес   | 23                  | 0                   | 0                   | 0                   | 0                   | —                   |
| 1988 Сеул           | 27                  | 0                   | 0                   | 0                   | 0                   | —                   |
| 1992 Барселона      | 8                   | 0                   | 0                   | 0                   | 0                   | —                   |
| 1996 Атланта        | 3                   | 0                   | 0                   | 0                   | 0                   | —                   |
| 2000 Сидней         | 4                   | 0                   | 0                   | 0                   | 0                   | —                   |
| 2004 Афины          | 25                  | 0                   | 0                   | 0                   | 0                   | —                   |
| 2008 Пекин          | 4                   | 0                   | 0                   | 0                   | 0                   | —                   |
| 2012 Лондон         | 8                   | 0                   | 0                   | 0                   | 0                   | —                   |
| 2016 Рио-де-Жанейро | 22                  | 0                   | 0                   | 0                   | 0                   | —                   |
| 2020 Токио          | 4                   | 0                   | 0                   | 0                   | 0                   | —                   |
| 2024 Париж          | —                   |                     |                     |                     |                     | —                   |
| Итого               | Итого               | 0                   | 0                   | 1                   | 1                   |                     |

### Медали по видам спорта
| Виды спорта      | Золото | Серебро | Бронза | Всего |
| ---------------- | ------ | ------- | ------ | ----- |
| Тяжёлая атлетика | 0      | 0       | 1      | 1     |
| Итого            | 0      | 0       | 1      | 1     |